# Ivan Pinheiro
Ivan Martins Pinheiro (Rio de Janeiro, 18 marzo 1946) è un politico brasiliano.
È stato segretario generale del Partito Comunista Brasiliano (PCB) tra il 2005 e il 2016 e candidato alla presidenza nel 2010.

## Biografia

### Inizio dell'attivismo politico
Ha iniziato la sua attività politica quando era ancora adolescente al Colégio Pedro II, dove ha studiato tra il 1957 e il 1963, è stato direttore del Grêmio Estudantil e ha subito il suo primo arresto a causa dell'attivismo politico.

### Dittatura militare
Nel 1964, anno del colpo di stato militare, entra a far parte dell'UEG (Università statale di Guanabara, ora UERJ) per studiare legge. A quel tempo, si avvicinò alla dissidenza comunista di Guanabara, in seguito al Movimento rivoluzionario dell'8 ottobre(MR-8 . Durante il corso è stato direttore del Luiz Carpenter Academic Center (CALC). Data la sua traiettoria come direttore dell'ente, attualmente la sede del Centro Accademico si chiama "Sala Ivan Martins Pinheiro".
Ivan Pinheiro rimase sull'MR -8 fino alla metà degli anni '70 . Dopo il fallimento della lotta armata per combattere il regime militare , ha cominciato a considerare importante la partecipazione popolare al processo elettorale. Dopo aver lasciato l'MR-8, ha preso contatto con il Partito Comunista Brasiliano in clandestinità, al quale si è unito e non ha mai lasciato.
Dal 1976 iniziò a lavorare nel suo posto di lavoro: Banco do Brasil. Con la richiesta per l'elezione dell'Unione dei Banchieri nel 1978, da parte degli intervenienti del Ministero del Lavoro, si candidò alla presidenza del sindacato. Le elezioni sono durate un anno e dieci mesi, a causa delle manovre legaliste del ministero del Lavoro. La vittoria finale, attraverso un voto schiacciante, ha consacrato Ivan Pinheiro come uno dei principali leader sindacali del paese.
La sua carriera come esponente di spicco del PCB inizia nel 1982, quando si è tenuto il VI Congresso Nazionale del PCB. A questo evento, Ivan e gli altri partecipanti sono stati arrestati dopo un'invasione della polizia federale. Al congresso, che si era svolto in clandestinità, era il membro più giovane del Comitato Centrale e del Comitato Esecutivo Nazionale del Partito.

### Ritorno al periodo democratico
Nel 1986, dopo aver fatto ritirare la sua candidatura per il governo dello stato di Rio de Janeiro dal Comitato centrale del PCB, a favore del sostegno per il candidato PMDB, Moreira Franco, Ivan si candidò per un deputato federale costituente, su uno specifico biglietto PCB, insieme a Modesto da Silveira, Stepan Nercessian e dozzine di altri militanti comunisti. Nonostante il buon voto ottenuto dal ticket, il coefficiente elettorale non è stato raggiunto e il PCB non ha eletto alcun deputato.
L'anno successivo guidò la stragrande maggioranza dei membri del sindacato PCB alla Conferenza sindacale del partito, imponendo alla direzione del partito l'opzione del Sindacato Centrale dei Lavoratori - CUT, a scapito del Comando Generale dei Lavoratori - CGT.

### Lo spin-off del 1992
All'inizio degli anni '90, con lo smantellamento del socialismo nell'Europa orientale , nel partito è emersa una grave crisi che ha provocato una profonda spaccatura nel gennaio 1992, quando è stato creato il PPS Partido Popular Socialista. Ivan Pinheiro assunse, insieme a Horácio Macedo e Zuleide Faria de Melo, la guida del gruppo che rimase fedele agli ideali stabiliti nella fondazione del PCB nel 1922.
Da quel momento in poi, la priorità degli attivisti del PCB è stata quella di mantenere l'esistenza legale del partito, senza poter partecipare ai processi elettorali della prima metà degli anni '90.

### Candidato a sindaco di Rio de Janeiro
Il ritorno elettorale avvenne nel 1996, quando Ivan Pinheiro era candidato sindaco di Rio de Janeiro, con il motto "Una rivoluzione a Rio". Nonostante lo scarso rendimento alle urne (6.096 voti, con lo 0,2% dei voti validi), la campagna è stata una tappa importante per il consolidamento della rivoluzionaria ricostruzione del PCB.
Nel 2000 Ivan Pinheiro era candidato a consigliere della coalizione PCB / PSB , che aveva Alexandre Cardoso come candidato di maggioranza. Lo scarso rendimento della coalizione ha portato all'elezione di un solo consigliere.
Nelle elezioni municipali del 2004, il PCB ha deciso di sostenere la candidatura di Jandira Feghali del PCdoB. Ivan si candidò nuovamente per un seggio in Consiglio Comunale, ottenendo 3.532 voti, e, ancora una volta, la lista a cui si unì elesse solo un consigliere.

### Segretario generale PCB
Al XIII Congresso PCB, tenutosi nel 2005 a Belo Horizonte, dopo essere entrato a far parte del Comitato Centrale per 23 anni consecutivi , Ivan Pinheiro è stato eletto Segretario generale del partito. Questo congresso ha segnato la rottura del PCB con il governo Lula, la fine dei colloqui sulla riunificazione con il PCdoB, la riorganizzazione dell'UJC ( Unione della Gioventù Comunista ) e ha indicato una nuova direzione per la strategia del partito. Il 17 ottobre 2016 , a causa di problemi di età, di usura e di salute fisica, Ivan Pinheiro ha lasciato la carica di Segretario Generale del PCB, ma rimane un membro del Comitato Centrale e attivista del partito. È stato sostituito nella posizione da Edmilson Costa.

### Candidato a deputato federale e presidente della repubblica
Nelle elezioni del 2006 è candidato a deputato federale per Rio de Janeiro, per il Fronte di Sinistra, un'alleanza che ha riunito, oltre al PCB, PSOL e PSTU , e ha dato origine all'opposizione al governo Lula. Il candidato alla presidenza era l'ex senatrice Heloísa Helena. Ha ottenuto 6,388 voti. Nel secondo turno, il PCB ha approvato una posizione di sostegno critico alla rielezione di Lula, comprendendo l'importanza di evitare l'elezione del candidato del PSDB Geraldo Alckmin.
È stato anche candidato del Partito comunista brasiliano alle elezioni presidenziali del 2010, ricevendo circa lo 0,04% dei voti validi, con poco meno di 40.000 voti (39.136 voti).

## Opere
- Bulgária - Apontamentos de Viagem (Editora Novos Rumos, 1985)
- Um Olhar Comunista (raccolta di articoli, Rio de Janeiro: Fundação Dinarco Reis, 2010)[3]